# Xuthea
Xuthea là một chi bọ cánh cứng trong họ Chrysomelidae.
Chi này được miêu tả khoa học năm 1865 bởi Baly.

## Các loài
Các loài trong chi này gồm:
- Xuthea coerulea Medvedev, 1997
- Xuthea geminalis Wang, 1992
- Xuthea laticollis Chen & Wang, 1981
- Xuthea leonardii Medvedev, 1997
- Xuthea nepalensis Scherer, 1983
- Xuthea nigripes Medvedev, 2004
- Xuthea pallida Medvedev, 1997